# Хиазма (генетика)
Хиа́зма — в генетике точка, в которой две гомологичные несестринские хроматиды обмениваются генетическим материалом в ходе кроссинговера в течение мейоза (сестринские хроматиды также соединены друг с другом посредством хиазм, но, так как их генетический материал идентичен, это никак не сказывается на генетическом материале, наследуемом дочерними клетками). Хиазмы становятся видны в фазе диплотены профазы I мейоза, но сам кроссинговер происходит в предыдущей фазе — пахитене. Когда каждая тетрада, состоящая из двух пар сестринских хроматид, начинает распадаться, хиазмы остаются единственными точками контакта.
Бивалент образован 2 гомологичными хромосомами (4 хроматидами). Хиазма же образуется в месте разрыва фосфодиэфирной связи в ходе кроссинговера. Чем больше единиц генетической карты между генами, тем интенсивнее идёт кроссинговер.
Хиазмы были открыты в 1909 году Франсом Альфонсом Янсенсом (англ. Frans Alfons Janssens), иезуитом, профессором Лёвенского католического университета в Бельгии.